# Culicoides ocumarensis
Culicoides ocumarensis är en tvåvingeart som beskrevs av Ortiz 1950. Culicoides ocumarensis ingår i släktet Culicoides och familjen svidknott. Inga underarter finns listade i Catalogue of Life.